# Rdza kukurydzy

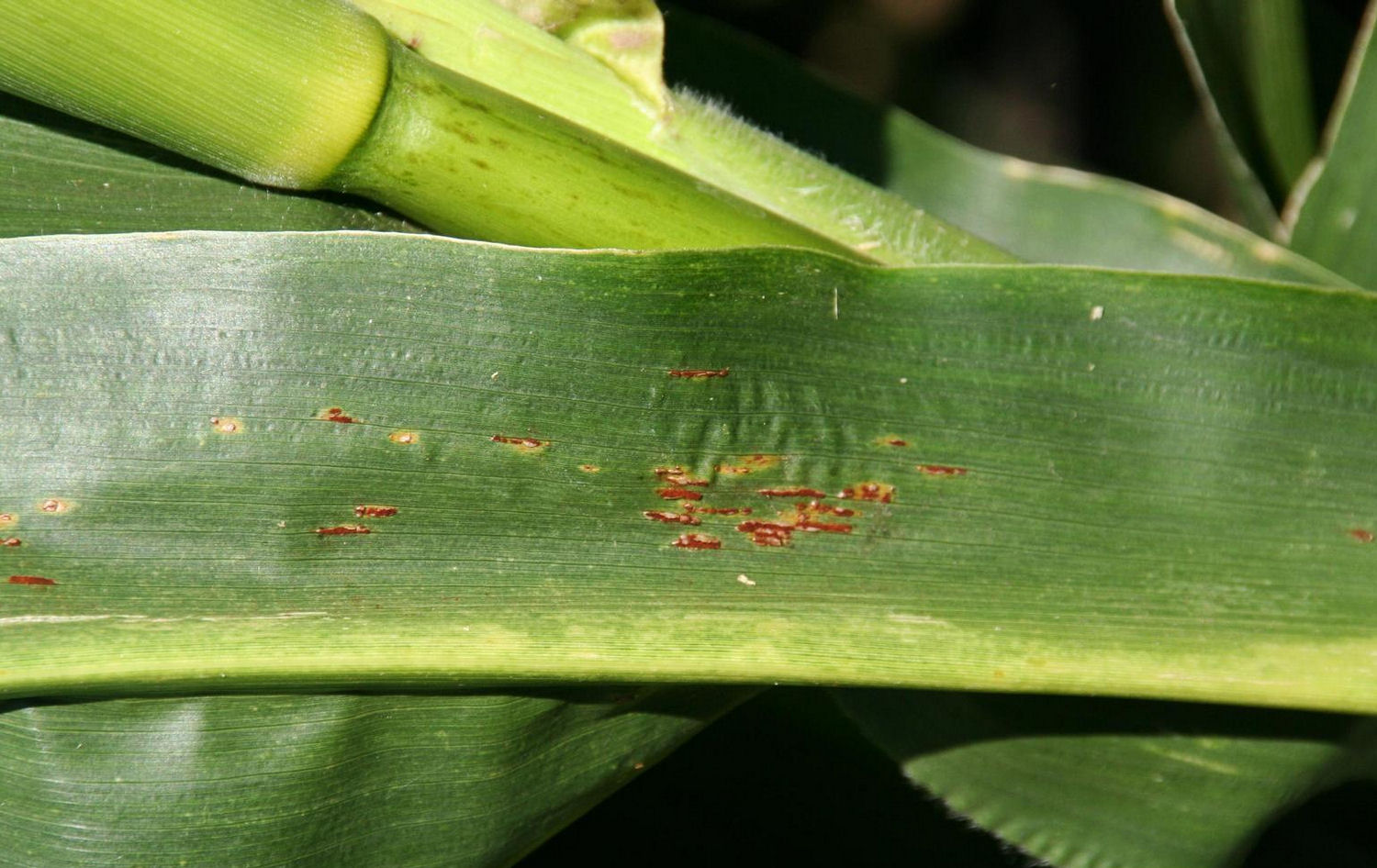
Rdza na liściu kukurydzy

Rdza kukurydzy (ang. common rust of maize, rust of maize) – grzybowa choroba kukurydzy zwyczajnej (Zea mays). Należy do grupy chorób zwanych rdzami, a wywołuje ją Puccinia sorghi.

## Występowanie i szkodliwość
Puccinia sorghi poraża kukurydzę, sorgo (Sorghum bicolor) i wiele innych dziko żyjących gatunków roślin. Występuje na całym świecie i rozprzestrzenia się wraz z uprawą kukurydzy. Porażając liście powoduje zmniejszenie ich powierzchni asymilacyjnej i w konsekwencji zmniejszenie plonu ziarna. Porażenie 10% powierzchni liści zmniejsza plon o 3–8%. U kukurydzy uprawianej na kiszonkę zasychanie liści powoduje nie tylko zmniejszenie plonu, ale także pogorszenie jakości kiszonki.
Rdza kukurydzy na obszarach o klimacie umiarkowanym zwykle nie wyrządza większych szkód, gdyż pojawia się dopiero w drugiej połowie sezonu wegetacyjnego. Na obszarach o klimacie ciepłym i tropikalnym pojawia się dużo wcześniej i powoduje duże straty w plonie. Temperatura w granicach 18-20 stopni Celsjusza oraz wysoka wilgotność powietrza (powyżej 95%) to czynniki, które sprzyjają infekcji rdzy kukurydzy. W południowych stanach USA notowano straty dochodzące do 25%. Szczególnie groźna jest dla kukurydzy cukrowej. Jest uważana za główną chorobę tego podgatunku kukurydzy.

## Objawy
Na całych nadziemnych pędach porażonej kukurydzy pojawiają się grudki urediniów o barwie od złocistobrązowej do cynamonowobrązowej. Są podłużne, poduszeczkowate, mają długość 1–3 mm i znajdują się pod skórką rośliny. Na liściach powstają na obydwu ich stronach. Największa ilość urediniów pojawia się na dolnych liściach. Wokół nich tkanka liści żółknie – ulega chlorozie i obumiera. U niektórych odmian kukurydzy wokół urediniów tworzy się fioletowe halo. Przy dużym natężeniu choroby obumierają całe liście. W trakcje dojrzewania uredinia rozszerzają się, powodując pękanie skórki. Przez pęknięcia wydobywają się masy rdzawych, proszkowatych urediniospor. Proces wytwarzania urediniospor trwa aż do pierwszych przymrozków. Jesienią na obydwu stronach liści, pomiędzy urediniami, lub zamiast nich, powstaje inny typ owocników – telia. Są ciemniejsze – brązowoczarne do czarnych i nieco większe od urediniów. Również powstają pod skórką liścia, i dojrzewając powodują jej pękanie. Przez pęknięcia wydobywają się teliospory.

## Epidemiologia
Zimują teliospory na resztkach pożniwnych pozostałych na polu po zbiorze kukurydzy. Wiosną powstają z nich podstawki wytwarzające zarodniki płciowe zwane bazydiosporami. Roznoszone przez wiatr infekują rośliny należące do rodzaju szczawik (Oxalis). Są one żywicielem pośrednim (ecjalnym). Na liściach szczawików tworzą się spermogonia i ecja. Powstające w ecjach ecjospory przenoszone przez wiatr infekują kukurydzę. Powstające na kukurydzy urediniospory dokonują infekcji wtórnych na roślinach kukurydzy rozprzestrzeniając chorobę. W krajach o ciepłym klimacie na resztkach pożniwnych mogą przetrwać także urediniospory i infekować bezpośrednio młode rośliny kukurydzy z pominięciem żywiciela pośredniego.

## Ochrona
Zapobiega się chorobie lub ogranicza jej rozmiar poprzez:
- usuwanie z pola resztek pożniwnych i głębokie przyorywanie pozostałych,
- wysiewanie zdrowych nasion,
- zaprawianie nasion fungicydami,
- uprawianie odmian odpornych,
- zwalczanie chwastów (są wśród nich żywiciele pośredni rdzy),
- stosowanie płodozmianu (powinny być 4 letnie przerwy w uprawie kukurydzy na tym samym polu),
- opryskiwanie roślin fungicydami[4].